# 禧光颂
禧光颂（希臘語：Φῶς Ἱλαρόν）是一篇古代基督教聖歌，以通用希臘語寫成。在西方教會常以拉丁語譯名Lumen Hilare指代。在現今仍被使用的聖歌中，它是在《聖經》之外已知最為古老的基督教聖歌。在拜占庭禮教會以及天主教會中，此歌是晚禱的一部分。

## 來源
此聖歌最早由不明作者記載於《使徒憲章》之中。在晚祷时，此圣歌咏唱于圣入礼时，经前颂之前，再接热忱连祷。

## 歌詞

### 文言文：
聖榮及永生、遐福天父之禧光──耶穌基督、
我眾至日落之際、目睹夕暉、
讚頌上帝父、子及聖神。
於一切時中、爾誠應受諸成德者之讚頌、
上帝之子、施生命者、故普世都歸榮耀於爾。

### 中文：
永生之父，属天、神圣、蒙福，
他神聖榮耀的愉悅之光，耶穌基督！
臨至日暮，眼見暮光，
我們讚頌父及子及聖靈，讚頌神。
所有時刻都宜在禧乐之聲中讚頌你，
上帝之子，賦予生命者，寰宇因此而榮耀你！